# Апостолов, Мефодий Максимович
Мефодий Максимович Апостолов (рум. Mefodie Apostolov; 11 (24) мая 1915 — 22 ноября 2004) — советский молдавский актёр, Народный артист Молдавской ССР (1952).

## Биография
Родился 11(24) мая 1915 года в селе Суклея под Тирасполем в крестьянской семье.
Занимался в кружке самодеятельности, был замечен и зачислен в труппу отрывшегося в 1933 году в Тирасполе театра.
В 1937 году окончил Театральное училище в Одессе и стал актёром созданного в Тирасполе Молдавском Музыкально-драматического театра имени А. С. Пушкина.
Участник Великой Отечественной войны — младший лейтенант, переводчик в Управлении контрразведки «СМЕРШ» Северо-Кавказского фронта.

За время работы в должности переводчика по своей инициативе среди военнопленных выявил группу факельщиков, подрывников и вешателей, сотрудников карательных органов противников. В боевой обстановке проявил себя смелым и решительным.— из наградного листа на Орден Красной Звезды, 1944 год
По его словам: «Я в Кишинёве в день нашей Победы над фашистской Германией посадил грецкий орех. Ведь тогда на нашу землю возвращались жизнь, красота, счастье, плодородие» — грецкий орех у молдаван имеет символ силы.
Придя с фронта вернулся в свой театр — которой к тому времени переехал в Кишинёв, и до конца жизни служил в нём.

Годы 1947—1959 были очень плодотворными в творческой биографии Апостолова. И это не было удачной случайностью. В те годы Молдавский театр переживал пору своего бурного возрождения, расцвета. Театр в сущности только начинался.— Театральная жизнь, 1982 год
Член ВКП(б) с 1948 года. Депутат Верховного Совета Молдавской ССР 4-го созыва (1955—1959).
В 1958 году был избран председателем Президиума «Театральной молдавской ассоциации».
Умер в 2004 году.

## Награды и признание
- Ордена Ленина (1960), Трудового Красного Знамени, Красной Звезды (1944) и Отечественной войны II степени (1985), Орден Республики (1994)[2]

- Медали «За оборону Кавказа», «За победу над Германией в Великой Отечественной войне 1941 - 1945 гг.».

- Звание "Народный артист Молдавской ССР" (1952).

## Творчество
В театре сыграл много значительных ролей классического и современного репертуара.

Творчество Апостолова отмечено мастерством перевоплощения, стремлением раскрыть внутреннюю сущность характера героя.— Театральная энциклопедия
Среди его театральных ролей: Лебедев («Гайдуки» Костаке); Жадов («Доходное место» Островского), Митя («Бедность не порок» Островского); Яровой («Любовь Яровая» Тренёва); Лазо («Сергей Лазо» Бондарева); Годун («Разлом» Лавренёва) и др. Особое значение придавал ролям в пьесах Н. А. Островского:

— Я могу себя считать счастливым уже только потому, что играл в пьесах Островского. Его театр явился для меня великой школой актёрского мастерства, школой глубокого проникновения в сложный мир человека. Его пьесы раскрыли передо мной бездну человеческих характеров, бездну человеческих чувств. У Островского я учился любви к человеку, в работе над его пьесами открылась для меня гуманистическая сила русской реалистической литературы.— Мефодий Максимович Апостолов, из интервью журналу «Театральная жизнь», 1982 год
Как киноактёр снялся в около 20 фильмах — один из первых молдавских театральных актёров, который снялся в кино ещё до того, как «Молдова-фильм» сняла свои первые игровые ленты — дебютировал в музыкальной комедии «Ляна», снятой на «Мосфильме», в этом фильме впервые попробовали себя на экране молдавские актёры.

### Фильмография
- 1955 — Ляна — председатель жюри
- 1965 — При попытке к бегству — адвокат
- 1967 — Нужен привратник — апостол
- 1970 — Крутизна — Илие Гроссу
- 1971 — Красная метель — Николаэ Гыцэ
- 1971 — Офицер запаса — эпизод
- 1972 — Последний гайдук — полковник Пынтя
- 1972 — Спасённое имя — эпизод
- 1973 — Тихоня — эпизод
- 1973 — Дмитрий Кантемир — молдавский боярин
- 1974 — Гнев — эпизод
- 1974 — Долгота дня — Кожухарь
- 1974 — Мужчины седеют рано — Петров
- 1975 — Конь, ружьё и вольный ветер — турок
- 1979 — И придёт день... — директор завода
- 1980 — Большая — малая война — Дмитра
- 1988 — Коршуны добычей не делятся — эпизод